# 多功能摩托車
多功能摩托車是一种可以同時在道路和野外（沒有公路的地面）騎行的摩托車。此類摩托車配有汽车灯、車速錶、後視鏡、喇叭、車輛號牌架和消音器。

## 多功能摩托車的演变
1900年左右，當摩托化自行車首次出现时，當時很多地方都沒有公路，所以當時的摩托車都可以視為多功能摩托車。 
1990年，铃木推出了铃木DR350 ，並表示這是一輛可以上牌照的越野摩托车。 之後人們便將能同時在市區公路和野外環境下行駛的摩托車稱為多功能摩托車。